# Estada
Estada es un municipio y localidad española de la provincia de Huesca, en la comunidad autónoma de Aragón. El término municipal, ubicado la comarca del Somontano de Barbastro, tiene una población de 214 habitantes (INE 2024). El casco urbano está situado a la izquierda del río Cinca, muy cerca de la confluencia con el río Ésera.

## Geografía
Estada se encuentra situada en el límite entre la parte llana y fértil de la provincia de Huesca y el Prepirineo. Estada está dotada de una rica huerta debido a que está a escasos metros del río Cinca y de su confluencia con el río Ésera. El accidente geográfico más importante es la sierra de la Carrodilla, con alturas que llegan a los 1000 m en el término municipal.
Se encuentra situada a escasos 10 km de Barbastro y a 100 km de Francia. Es paso obligado para todas aquellas personas que, desde Zaragoza o Madrid quieran ir a la estación de esquí de Cerler.

## Historia
Existen restos de Villa Stata, villa romana paleocristiana, que se supone el origen de la población actual. Aunque no estaba situada en lo que es el actual núcleo urbano, la cercanía era muy grande. Se conserva un mosaico de gran valor en el Museo Provincial de Zaragoza.
En 1087 Estada es conquistada por Pedro I de Aragón, en el marco de las conquistas previas a la toma de Huesca y Barbastro. El jefe moro del asentamiento, Cadima, fue expulsado. De realengo entre 1087 y 1206 por presentar tenentes. El 22 de febrero de 1255 el rey Jaime I de Aragón dio a Martín Pérez, Justicia de Aragón, el castillo y villa de Estada. El 26 de febrero de 1256 el rey Jaime I de Aragón vendió Estada a Martín Pérez, Justicia de Aragón.

## Economía
- Las principales actividades económicas de Estada son la ganadería extensiva y la agricultura (maíz, girasol, cebada, horticultura).

En el pueblo también hay casas de turismo rural y un bar-restaurante. Además, al formar parte de la Denominación de Origen Protegida Somontano, cuenta con una bodega del mismo nombre que el pueblo. Por último, es destacable, para el tamaño del pueblo, el peso que tiene el sector del transporte, con tres empresas dedicadas al transporte pesado.

## Administración y política
| Período   | Alcalde                           | Partido       |  |
| --------- | --------------------------------- | ------------- |  |
| 1979-1983 | Naturino Otto Gairín              | UCD           |  |
| 1983-1987 | Nuria Calvo                       | PSOE          |  |
| 1987-1991 | Pilar Valera                      | PSOE          |  |
| 1991-1995 | Pilar Valera                      | PSOE          |  |
| 1995-1999 | Fernando Jesús María Pueyo Sichar | PP            |  |
| 1999-2003 | Fernando Jesús María Pueyo Sichar | PP            |  |
| 2003-2007 | Fernando Jesús María Pueyo Sichar | PP            |  |
| 2007-2011 | Fernando Jesús María Pueyo Sichar | PP            |  |
| 2011-2011 | Fernando Jesús María Pueyo Sichar | PP            |  |
| 2011-2015 | José María Bafaluy Colomina       | PP            |  |
| 2015-2019 | José María Bafaluy Colomina       | PP            |  |
| 2019-2023 | José María Bafaluy Colomina       | PP            |  |
| 2023-     | Valero Aguayos                    | Aragón Existe |  |

| Partido político    | Partido político                                   | 2003   | 2007   | 2011   | 2015   | 2019   | 2023   |
| Partido político    | Partido político                                   | Ediles | Ediles | Ediles | Ediles | Ediles | Ediles |
|                     | Partido Popular de Aragón (PP)                     | 3      | 4      | 4      | 3      | 4      | 0      |
|                     | Partido de los Socialistas de Aragón (PSOE-Aragón) | 2      | —      | 1      | 1      | 1      | 2      |
|                     | Chunta Aragonesista (CHA)                          | —      | 1      | —      | 1      | —      | —      |
|                     | Aragón Existe (AE)                                 | —      | —      | —      | —      | —      | 3      |
| Total de concejales | Total de concejales                                | 5      | 5      | 5      | 5      | 5      | 5      |

## Demografía
Estada cuenta con una población de 214 habitantes (INE 2024).
| Gráfica de evolución demográfica de Estada entre 1842 y 2021                                                        |
| |
| Población de derecho según los censos de población del INE Población de hecho según los censos de población del INE |

## Cultura

### Patrimonio

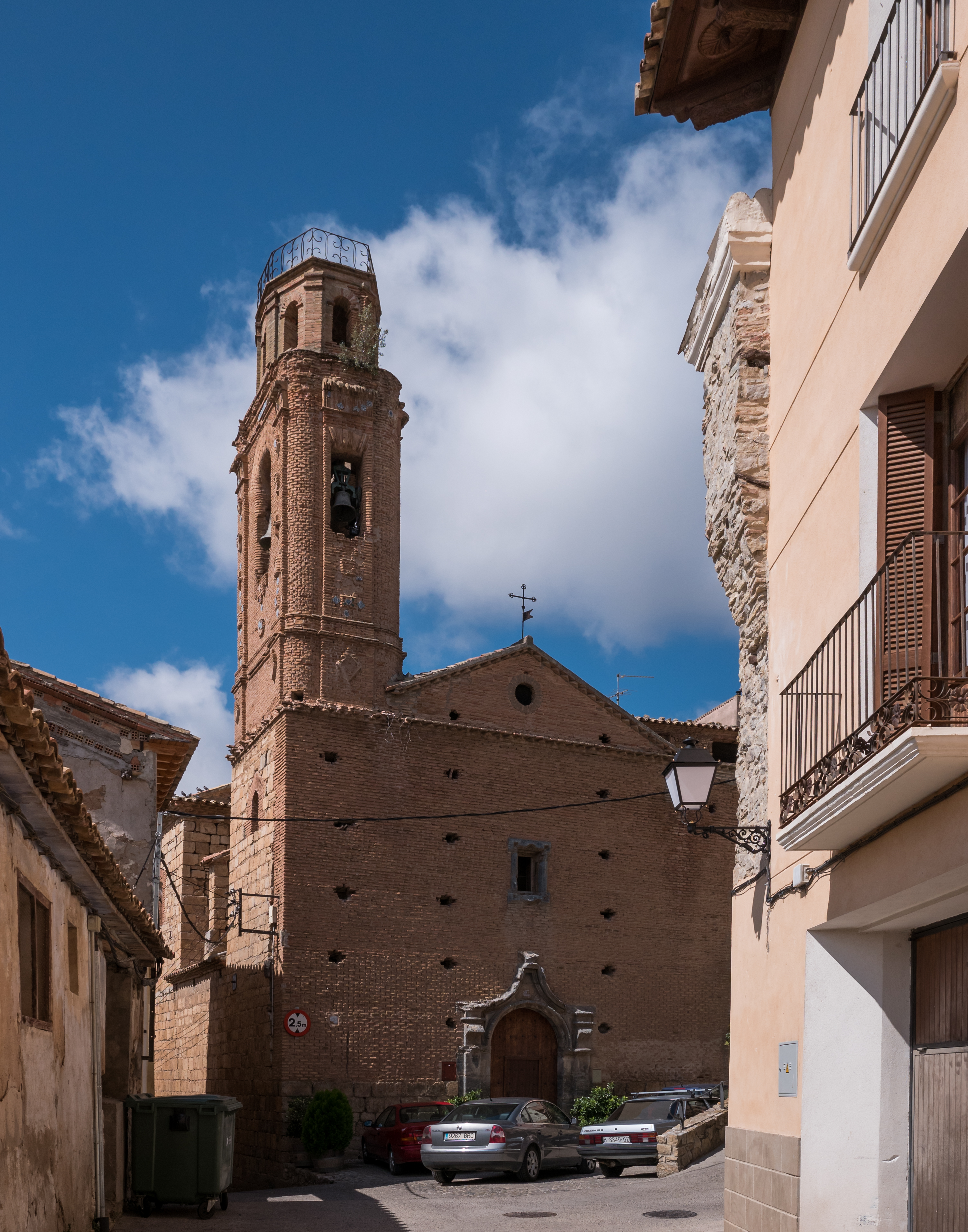
Iglesia de Estada

- Iglesia parroquial dedicada a San Pedro (hecha con las piedras del antiguo castillo).
- Ermita de San Valero (restaurada).

### Deportes
- Gran Recorrido; GR 45 Senderos del Somontano.
- Además, hay un equipo de béisbol formado por vecinos de Barbastro y alrededores que lleva el nombre del pueblo, y que compite con gran éxito en la liga provincial.

### Fiestas
- Día 29 de enero en honor de san Valero
- Día 22 de julio en honor a Santa Magdalena.